# Las Arenas. Balneario. Piscina luminosa
Las Arenas és un cartell publicitari de Josep Renau, realitzat l'any 1932 per al Balneari Les Arenes. El cartell combina l'art déco amb influències del constructivisme rus, i suposa un ús pioner de l'aerògraf.
És una obra influent de l'artista, i ha sigut revisitada per Paco Bascuñán en la cartelleria de la parada de FGV Les Arenes, i artistes internacionals com Mads Berg.
Una prova inequívoca de la gran projecció internacional del cartell és que l'any 2020, en una subhasta organitzada per Swann Auction Galleries de New York, un exemplar va ser adjudicat per 8.125 dòlars.